# Carlo Sforza

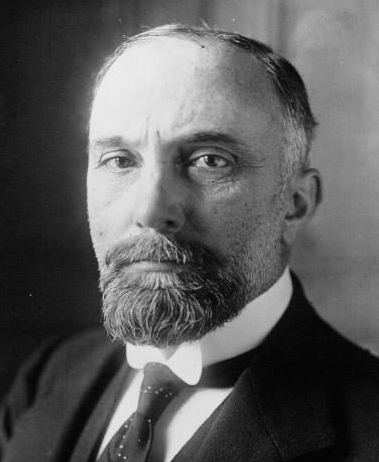
Carlo Sforza in 1921

Carlo Graaf Sforza (Montignoso, 25 september 1873 – Rome, 4 september 1952) was een Italiaans diplomaat, staatsman en voorvechter van de Europese eenwording. 

## Afkomst
Carlo Sforza was afkomstig uit het adellijke geslacht Sforza, waarvan leden in de 16e eeuw over het hertogdom Milaan regeerden.
Hij trouwde met de Belgische adellijke dame Valentine Errembault de Dudzeele (1875-1969). Hun zoon, Sforza-Galeazzo Sforza, werd adjunct-secretaris-generaal van de Raad van Europa.

## Diplomaat en minister
Nadat hij in 1896 was gepromoveerd aan de Universiteit van Pisa, trad hij toe tot de diplomatieke dienst. Hij was gestationeerd in Caïro, Parijs, Istanboel (toen: Constantinopel), Peking, Boekarest, Madrid, Londen en Belgrado. Hij was ook enige tijd onderstaatssecretaris van Buitenlandse Zaken.
Tijdens de Eerste Wereldoorlog was hij Italiaans gezant bij de Servische regering-in-ballingschap (Corfu). In 1919 werd hij senator voor de Republikeinse Partij van Italië en staatssecretaris van Buitenlandse Zaken. Van 1920 tot 1921 was hij minister van Buitenlandse Zaken in het laatste kabinet van Giovanni Giolitti. In die functie zette hij zich in voor de ratificatie van het Verdrag van Rapallo. Hij trad af toen dit verdrag niet door de Italiaanse regering werd geratificeerd. Van 1921 tot 1922 was hij ambassadeur te Parijs. Hij trad echter af nadat Mussolini in 1922 minister-president werd.

## Oppositieleider tegen de fascisten
Van 1922 tot 1926 leidde hij de republikeinse oppositie in de Senaat. In 1927 begaf hij zich in vrijwillige ballingschap. Hij trad sindsdien op als woordvoerder van de Italiaanse antifascistische emigranten, o.a. in de Verenigde Staten. In 1943 keerde hij naar Italië terug en werd minister zonder portefeuille in de kabinetten van Pietro Badoglio en Ivanoe Bonomi. Hij was belast met repressiemaatregelen tegen de fascisten.

## Minister van Buitenlandse Zaken
Na de Tweede Wereldoorlog werd Sforza voorzitter van de Consultatieve Raad. Van februari 1947 tot juli 1951 was hij minister van Buitenlandse Zaken in het kabinet van minister-president Alcide De Gasperi. In 1951 werd hij ten slotte minister zonder portefeuille belast met Europese Aangelegenheden. Hij was een groot voorvechter voor de Europese eenwording.

## Werken
- Mazzini (1924)
- European Dictatorships (1930)
- Europe and the Europeans (1934)
- Machiavelli (1941)
- Pachitch et l'Union des Yougoslaves (1942)
- Illusions et réalités de l 'Europe (1942)
- Italia et Francia di domani (1944)
- Panorama europeo (1944)
- Construttori e distruttori (1946)